# Мацегора, Евгений Александрович
Евгений Александрович Мацегора (10 апреля 1929 — не ранее 2000, город Краматорск Донецкой области) — советский партийный деятель, генеральный директор Новокраматорского машиностроительного завода. Депутат Верховного Совета УССР 10-11-го созывов. Член Ревизионной комиссии КПУ в 1976 — 1981 г. Кандидат в члены ЦК КПУ в феврале 1981 — октябре 1982 г. Член ЦК КПУ в октябре 1982 — 1990 г.

## Биография
В 1930 году переехал с семьей в город Краматорск. Окончил Краматорский машиностроительный техникум.
В 1948 — 1969 г. — помощник мастера инструментального цеха, мастер, начальник участка, начальник цеха, главный технолог Новокраматорского машиностроительного завода имени Ленина.
В 1955 году вступил в КПСС.
Окончил Краматорский индустриальный институт.
В 1969 — 1973 г. — секретарь партийного комитета Новокраматорского машиностроительного завода имени Ленина.
В 1973 — 1977 г. — 1-й секретарь Краматорского городского комитета КПУ Донецкой области.
В 1977 — 1988 г. — генеральный директор производственного объединения «Новокраматорский машиностроительный завод» Донецкой области.
С 1988 г. — на пенсии.

## Награды
- орден Октябрьской революции
- орден Трудового Красного Знамени
- лауреат Государственной премии СССР (1985)
- медали